# Generalens Lysthus
Generalens Lysthus er et lille stråtækt hus i Tromnæs Skov på østkysten af Falster. Det blev bygget i 1786 af generalmajor Johan Frederik Classen, som også opførte den nærliggende herregård Corselitze.
Siden 1918 har det været fredet.

## Beskrivelse
Huset ligger tæt ved havet for enden af vejen fra Corselitze herregård, der ligger mod vest. Det minder meget om et større stråtækt sommerhus kaldet Liselund på Møn. Det er tegnet af Andreas Kirkerup og det blev færdiggjort i 1786 i nyklassicistisk stil. Bygningen er i én etage og opført i bindingsværk, der er blevet hvidkalket. Foran er en overdækket veranda. Taget over den er støtte af træstolper. Der er mindre vinduer på alle sider af huset, men siden ud mod verandaen også har et større rundbuet vindue. Vinduer, døre og træværk er alle malet mørkegrønne.
Huset består af én stue. Lofterne er hvidmalet, mens gulvet er lagt i et heksagonalt mønster med røde og gule fliser.
Rokokointeriøret består af et stort rektangulært rum. Loftet er dekoreret med guirlander og medaljoner. I midten af loftet er en rosette og en blomstret krans. Inskriptionen over døren "Wer Ruhe hat Der findt sie her" (han som har ro finder det her). Væggene har paneler, og i det ene hjørne står et skab.
I begyndelsen af 1900-tallet blev bygningen brugt som traktørsted. Her kom folk bl.a. under første verdenskrig. I 1917 overtog et par skovfogedhuset lidt derfra, og sammen med det overtog de traktørstedet.
Huset blev fredet i 1918. Parret fortsatte med at drive det frem til 1956. I 2010 blev Generalens Lysthus restaureret, hvor bl.a. de udendørs træsøjler der holder taget over verandaen blev istandsat.